# ستيريون
الستيريون (الاسم العلمي: Satyrium) هو جنس من النباتات يتبع الفصيلة السحلبية من رتبة الهليونيات.

## أنواع الستيريون
- ستيريون إبري
- ستيريون أثيوبي
- ستيريون أحادي الأوراق
- ستيريون أحمر الأزهار
- ستيريون أصفر
- ستيريون باروني
- ستيريون برييري
- ستيريون بوشناني
- ستيريون ثلاثي العروق
- ستيريون ثنائي القرون
- ستيريون ذيال
- ستيريون زائغ
- ستيريون سبخي
- ستيريون شاحب
- ستيريون شاذ
- ستيريون شمبري
- ستيريون صخري
- ستيريون صغير الأزهار
- ستيريون صولجاني
- ستيريون ضفافي
- ستيريون ضيق التويجية
- ستيريون طويل الرقبة
- ستيريون عجيب
- ستيريون عطري
- ستيريون غشائي
- ستيريون فلفيتشي
- ستيريون قاسي
- ستيريون قائم
- ستيريون قزمي
- ستيريون قصير
- ستيريون قصير
- ستيريون قصير البتلات
- ستيريون قليل الأزهار
- ستيريون قنابي
- ستيريون قورسي الأوراق
- ستيريون كبير الأوراق
- ستيريون كروي
- ستيريون كروي الثمار
- ستيريون كليل
- ستيريون لحمي
- ستيريون مبيض
- ستيريون متطاول
- ستيريون متقزم
- ستيريون محير
- ستيريون مخدد
- ستيريون مدملك
- ستيريون مستدق
- ستيريون مضغوط
- ستيريون مقنزع
- ستيريون مهدب
- ستيريون مهمل
- ستيريون نصيلي
- ستيريون نفلي
- ستيريون نيبالي
- ستيريون ورقي
- ستيريون يوناني